# Takamura Motohiro
Motohiro Takamura (sinh ngày 11 tháng 9 năm 1973) là một cầu thủ bóng đá người Nhật Bản.

## Sự nghiệp câu lạc bộ
Motohiro Takamura đã từng chơi cho Urawa Reds.